# Gillian Murphy
Gillian Murphy (Wimbledon, 11 aprile 1979) è una danzatrice statunitense, prima ballerina dell'American Ballet Theatre dal 2002 al 2025.

## Biografia
Nata in Inghilterra e cresciuta a Florence, ha studiato danza all'University of North Carolina School of the Arts sotto la supervisione di Melissa Hayden. Nel 1995 ha vinto il Prix de Lausanne e nell'agosto dell'anno successivo, all'età di diciassette anni, si è unita al corpo di ballo dell'American Ballet Theatre, in cui è stata promossa al rango di solista nel 1998. Nel 2002 è stata nominata prima ballerina della compagnia, dopo aver ricevuto recensioni molto positive per la sua Odette e Odille ne Il lago dei cigni durante la stagione precedente.
Nei suoi oltre due decenni con la compagnia, Murphy ha danzato tutti i maggiori ruoli femminili del repertorio, tra cui Nikiya e Gamzatti ne La Bayadère, la ballerina ne Il rivo chiaro, l'eponima protagonista nella Cenerentola di Frederick Ashton e di James Kudelka, Swanilda in Coppélia, Medora e Gulnare ne Le Corsaire, Kirtri in Don Chisciotte, Titania in The Dream, Giselle e Myrta in Giselle, l'amante di Lescaut ne L'Histoire de Manon, la Fata Confetto ne Lo schiaccianoci, le eponime protagoniste di Rajmonda, Sylvia e Romeo e Giulietta, Aurora ne La bella addormentata, Odette e Odille ne Il lago dei cigni e Lisa ne La fille mal gardée, con cui ha celebrato i suoi vent'anni con l'American Ballet Theatre il 28 maggio 2016. Inoltre, nel corso della sua carriera ha danzato come artista ospite con compagnie di alto profilo come l'Australian Ballet, il Balletto reale svedese e il Balletto Mariinskij. Ha dato il suo addio alle scene il 18 luglio 2025, danzando ne Il lago dei cigni al Metropolitan.
Alla prolifica attività sulle scene ha sporadicamente affiancato rare apparizioni cinematografiche e televisive. Nel 2000 ha recitato nel film Il ritmo del successo e otto anni più tardi è tornata a recitare anche nel sequel Center Stage: Turn It Up; nel 2010 inoltre è apparsa nella serie televisiva Gossip Girl e nello stesso anno ha lavorato anche come consulente per il film Il cigno nero.
È sposata con l'ex ballerino Ethan Stiefel dal 2015 e nel 2019 ha dato alla luce il loro primo figlio, Ax Nathaniel Stiefel.

## Filmografia (parziale)

### Cinema
- Il ritmo del successo (Center Stage), regia di Nicholas Hytner (2000)
- Center Stage: Turn It Up, regia di Steven Jacobson (2008)

### Televisione
- Great Performances – serie TV, 1 episodio (2005)
- Gossip Girl – serie TV, 1 episodio (2010)